# Borneo-Goldkatze
Die Borneo-Goldkatze (Catopuma badia, Syn.: Pardofelis badia) ist eine auf Borneo endemische Wildkatze und zählt zu den seltensten und am wenigsten bekannten Katzenarten. Seit 2002 wird sie auf der Roten Liste der IUCN als gefährdet (endangered) geführt, denn die Population wird auf weniger als 2500 erwachsene Tiere geschätzt und sehr wahrscheinlich aufgrund der fortschreitenden Zerstörung ihres Lebensraums weiter dezimiert werden.
Sie ist nahe mit der Asiatischen Goldkatze und der Marmorkatze verwandt.

## Merkmale
Borneo-Goldkatzen ähneln der Asiatischen Goldkatze, sind aber kleiner. Sie erreichen eine Kopf-Rumpf-Länge von 53–70 Zentimetern, eine Schwanzlänge von 32–39 Zentimetern und ein Gewicht von 3–5 Kilogramm. Es gibt zwei Farbmorphen, eine häufigere rötlich-braune und eine in grauer Färbung. Die Unterseite ist heller und mit dunklen Flecken versehen. Der Kopf ist durch die dunklen, abgerundeten Ohren und durch helle Streifen an der Wange charakterisiert. Am Bau der Zähne unterscheiden sie sich von allen anderen Katzen insofern, als der erste obere Prämolar kleiner und abgerundeter ist und nur eine Wurzel besitzt.

## Verbreitung und Lebensraum

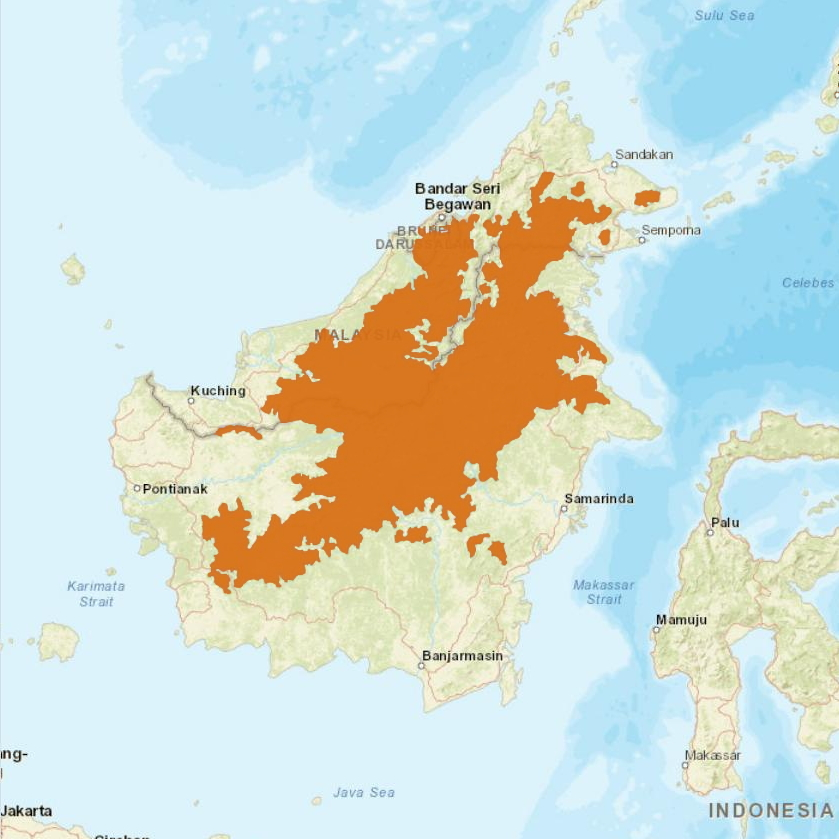
Das Verbreitungsgebiet der Borneo-Goldkatze auf Borneo

Borneo-Goldkatzen sind endemisch in Borneo und kommen hauptsächlich im Innern der Insel vor, sowohl in Sumpfwald, Mischwald in tiefen Lagen als auch in höher gelegenen Wäldern bis mindestens 500 m Höhe. Mitte der 1990er-Jahre gab es zuverlässige Sichtungen aus den Gebieten des Oberlaufs des Flusses Kapuas im Westen Kalimantans und im Gunung Palung Nationalpark. Einem unbestätigten Bericht zufolge wurde eine Goldkatze auf 1.800 m Höhe auf dem Kinabalu gesichtet.
Sie leben in dichtem tropischen Regenwald, wurden aber auch in felsigen Aufschlüssen von Kalkstein und in Schlag gesichtet, einige auch nah an der Küste. Drei Individuen wurden in Flussnähe gefunden. Zwischen 2003 und 2005 wurden 15 einzelne Borneo-Goldkatzen in Kalimantan, Sabah und Sarawak gesichtet, aber keine in Brunei. Da nahezu alle historischen und neuerlichen Nachweise aus der Nähe von Flüssen oder Mangroven stammen, ist anzunehmen, dass Goldkatzen sich vorwiegend in solchem Lebensraum aufhalten.

## Lebensweise
Borneo-Goldkatzen sind sehr selten. Dafür spricht, dass Menschen in ländlichen Gebieten von Sabah und Sarawak Nebelparder, Bengalkatzen, Flachkopfkatzen und Marmorkatzen auf Bildern identifizieren konnten, die Borneo-Goldkatze jedoch nicht erkannten. Über die Nahrung ist nichts bekannt, da bislang keine Feldstudien durchgeführt wurden.
Zwischen März 2003 und April 2005 in mehreren Naturschutzgebieten Sarawaks aufgestellte Kamerafallen erbrachten lediglich ein einziges Bild einer Borneo-Goldkatze in 5.034 Tagen.

## Historische Belege
Das Wissen über diese Katzenart basierte lange Zeit nur auf Körperteilen von sechs Exemplaren, die zwischen 1855 und 1928 in Mangroven getötet wurden.
Alfred Russel Wallace schickte 1856 Fell und Skelett einer Goldkatze an das British Museum in London. Diese Körperteile waren schlecht erhalten und wurden zunächst für eine junge Asiatische Goldkatze gehalten. John Edward Gray untersuchte den Schädel und kam zu der Ansicht, dass es sich bei dem Exemplar um eine neue, bislang nicht beschriebene Art handelte. Er wollte jedoch mit der wissenschaftlichen Erstbeschreibung warten, bis ein besser erhaltenes Fell vorliegt. Erst 1874 veröffentlichte er eine Beschreibung des schlecht erhaltenen Fells und des unvollständigen Schädels.
Die von Alfred Hart Everett im Jahr 1888 und von Charles Hose im Jahr 1894 gesammelten Körperteile von zwei erwachsenen Borneo-Goldkatzen erhielt ebenfalls das British Museum. Anton Willem Nieuwenhuis schickte im Jahr 1900 ein Fell an das Reichsmuseum der Stadt Leiden. Ein im Jahr 1914 erworbenes Fell erhielt das National Museum of Natural History der Smithsonian Institution. Die im Jahr 1928 bei Kuching in Sarawak getötete Borneo-Goldkatze befindet sich im Sarawak-Museum. Erst 1989 wurde in Sarawak wieder eine Borneo-Goldkatze entdeckt, deren Überreste im Chicagoer Field Museum of Natural History lagern.
Im Jahr 1992 haben Trapper eine weibliche Borneo-Goldkatze gefangen – die erste, die lebend untersucht wurde. Die offensichtlich kranke Katze wog nur 1,95 Kilogramm und starb bald darauf. Im Sarawak-Museum wurden Blut- und Gewebeproben für genetische Analysen genommen. Die Analysen zeigten, dass die Borneo-Goldkatze eng mit der Asiatischen Goldkatze verwandt ist. Die beiden Arten haben sich aus einem gemeinsamen Vorfahren entwickelt und vor etwa 4,9 bis 5,3 Millionen Jahren in eigenständige Formen aufgetrennt.

## Bedrohung

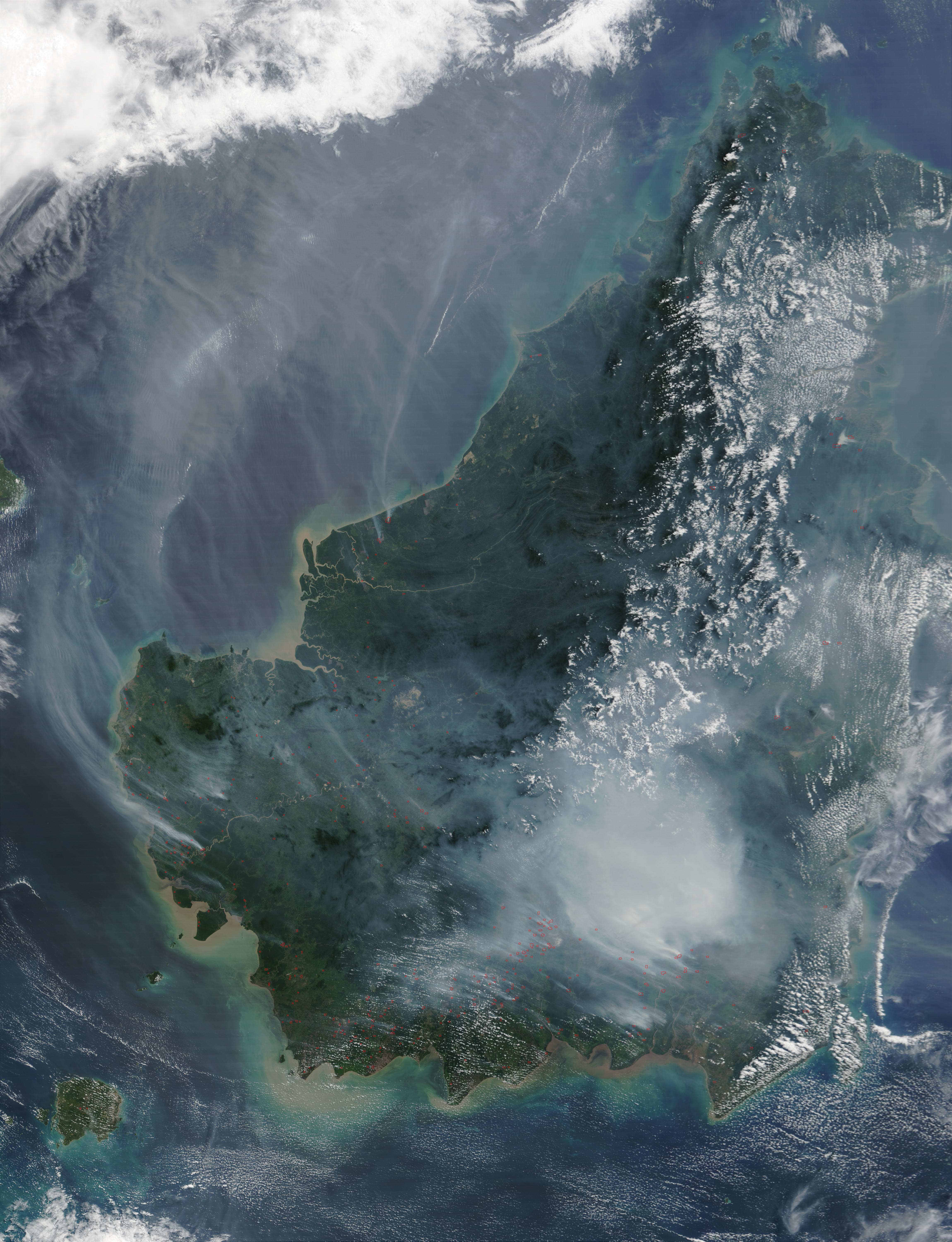
Satellitenaufnahme von Borneo: der Rauch entsteht durch Abbrennen von torfhaltigem Sumpfwald

Borneo-Goldkatzen sind abhängig von Wald und werden zunehmend durch Abholzung und den damit einhergehenden Verlust von Lebensraum bedroht.
Der Grad der Entwaldung auf Borneo zählt zu den weltweit höchsten. Mitte der 1980er Jahre war noch nahezu drei Viertel der Insel mit Wald bedeckt. Bis 2005 ist der Waldbestand auf 52 % geschrumpft. Urwald und Land sind für Agrarflächen und Siedlungen gewichen, und illegaler Handel mit Wildtieren ist weit verbreitet.

## Naturschutz
Catopuma badia ist im Anhang II des Washingtoner Artenschutzübereinkommens aufgeführt und steht in Indonesien und Malaysia unter Naturschutz.